# Station Dirinon-Loperhet
Station Dirinon-Loperhet (voorheen Station Dirinon ) is een spoorweghalte in de Franse gemeente Loperhet vlak bij de gemeentegrens met Dirinon. Zij wordt bediend door treinen van het netwerk TER Bretagne op het traject Brest - Quimper.